# Theo Germaine
Theo Germaine (Murphysboro, 8 giugno 1998) è un attore statunitense noto per aver interpretato James Sullivan nella serie televisiva Netflix The Politician.

## Biografia
Germaine è originario dell’Illinois, dove si è laureato all'Università dell'Illinois - Urbana-Champaign. Ha lavorato in una caffetteria a Chicago, prima di trasferirsi a Los Angeles, in California, per The Politician. Nel 2019 è nel cast della serie Work in Progress.
Germaine, è passato dal definirsi uomo trans a trans non-binario, non identificandosi in una scelta di genere tra "uomo" e "donna" usa in modo intercambiabile alcuni pronomi personali.

## Filmografia

### Cinema
- Adam, regia di Rhys Ernst (2019)
- Holy Trinity, regia di Molly Hewitt (2019)
- They/Them, regia di John Logan (2022)

### Televisione
- The Politician – serie TV, 15 episodi (2019-2020)
- Work in Progress – serie TV (2019-in corso)
- Equal – serie TV, 1 episodio (2020)

## Doppiatori italiani
Nelle versioni in italiano delle opere in cui ha recitato, Theo Germaine è stato doppiato da:
- Tito Marteddu in The Politician
- Ruggero Valli in Work in Progress